# Om (rivière)
Pour les articles homonymes, voir Om.
L'Om (en russe : Омь) est une rivière des plaines de Sibérie occidentale, en Russie. C'est un affluent de l'Irtych en rive droite, donc un sous-affluent de l'Ob.

## Géographie
Longue de 1 091 kilomètres, la rivière draine un bassin versant de 52 400 km2. Elle a un débit moyen de 55 m3/s et maximum de 814 m3/s.
L'Om prend naissance dans les marais de Vassiougan, à la limite des oblasts de Novossibirsk et d'Omsk, à une altitude de plus ou moins 145 mètres. Il coule ensuite dans ces deux oblasts, adoptant globalement la direction de l'ouest, au nord de la steppe de Baraba. À part la partie moyenne de son parcours, son cours comporte de nombreux méandres. Il finit par se jeter dans l'Irtych en rive droite à une altitude de 69 mètres, au niveau de la grande ville d'Omsk.
Dans son cours inférieur, l'Om a jusque 120 mètres de largeur et 2 mètres de profondeur ; la vitesse du courant est de 0,3 m/s.
Sa vallée héberge la voie ferrée du Transsibérien (section Omsk-Novossibirsk), qui s'étire parallèlement à son cours moyen et inférieur.

## Villes traversées
- La ville d'Omsk se trouve à la confluence de l'Om et de l'Irtych.
- La rivière baigne en outre Kalatchinsk et Kouïbychev. La ville de Barabinsk est située à une quinzaine de kilomètres de son cours.

## Affluents
Ses principaux affluents sont :
- l'Itcha
- l'Ougourmanka
- l'Ouzakla
- la Kama
- le Tartas, son affluent le plus important.
  - l'Izès

## Navigabilité
L'Om est gelé de fin octobre/début novembre à avril/début mai. 

Hormis cette période, il est navigable jusque Kouïbychev.

## Hydrologie

### Hydrométrie - Les débits mensuels à Kalatchinsk
Le débit de l'Om a été observé pendant 64 ans (de 1936 à 1999) à Kalatchinsk, petite agglomération située à 121 kilomètres de sa confluence avec l'Irtych.
À Kalatchinsk, le débit annuel moyen ou module observé sur cette période était de 53,7 m3/s pour une surface de drainage de 47 800 km2, soit plus ou moins 92 % de la totalité du bassin versant de la rivière qui en compte 52 400. La lame d'eau d'écoulement annuel dans le bassin se montait de ce fait à 35,5 millimètres, ce qui est fort médiocre et résulte de la faiblesse des précipitations dans cette région.
Rivière peu abondante, alimentée en majeure partie par la fonte des neiges, l'Om est un cours d'eau de régime nivo-pluvial qui présente deux saisons bien différenciées.
Les hautes eaux se déroulent du printemps à la fin de l'été, d'avril à août inclus, avec un sommet bien net en mai et juin, ce qui correspond au dégel et à la fonte des neiges.

Le bassin bénéficie de quelques précipitations tombant sous forme de pluie en été, ce qui explique que le débit de juillet à septembre soit quelque peu soutenu. En septembre puis octobre, le débit de la rivière baisse progressivement, ce qui mène à la période des basses eaux. Celle-ci a lieu de décembre à mars inclus et correspond à l'hiver et aux importantes gelées qui s'étendent sur toute la Sibérie.
Le débit moyen mensuel de l'Om observé en mars (minimum d'étiage) est de 5,36 m3/s, soit environ 3 % du débit moyen du mois de juin (171 m3/s), ce qui illustre l'amplitude très importante des variations saisonnières. Les écarts de débits mensuels peuvent être encore plus importants d'après les années : sur la durée d'observation de 64 ans, le débit mensuel minimal a été de 1,15 m3/s en février 1968, tandis que le débit mensuel maximal s'élevait à 623 m3/s en juin 1948. 

En ce qui concerne la période libre de glace (de mai à octobre inclus), le débit minimal observé a été de 0,28 m3/s en août 1982.